# Jiří Lysák
Jiří Lysák (9. září 1926, Březník – 11. září 2016, Brno) byl český novinář, spisovatel a odbojář.

## Biografie
Jiří Lysák se narodil v roce 1926 v Březníku nedaleko Náměště nad Oslavou, vystudoval gymnázium a následně Učitelský ústav a Vysokou školu pedagogickou. V roce 1951 se stal ředitelem školy, pracoval také na vojenské katedře Vysokého učení technického. Působil také více než 20 let jako krajský školský inspektor. Působil i v Českém svazu bojovníků za svobodu, svazu protifašistických bojovníků nebo ve Svazarmu. Byl spoluautorem pamětní desky Vítězslavu Nezvalovi v Biskoupkách.
Věnoval se vlastivědným pracím z oblasti řek Jihlavy a Oslavy, věnoval se také pracím z oblasti trampingu nebo historie.
Je pohřben na Ústředním hřbitově v Brně. V roce 2017 byla v Muzeu hornictví a energetiky v Oslavanech uspořádána vzpomínková výstava Jiřího Lysáka.